# Gracenote (banda)
Gracenote es una banda musical de género rock de Filipinas,  liderada por Eunice Jorge quien es el vocalista principal, pianista y violinista de la banda. También está integrada por Chen Pangan, en la guitarra y respaldo vocal, Jazz Jorge, como bajista y EJ Pichay, en los Tambores.
Enrtre sus canciones más conocidas son "Minsan Lang Naman", "Amnesia", "Pwede Ako", y su propia versión de la exitosa tema musical clásico titulado "When I Dream About You".

## Carrera
Los integrantes de Gracenote se reunieron en la casa de Santa Escolástica, un Colegio de Manila. Al igual que con otras muchas bandas musicales, el grupo comenzó con pequeños conciertos. Luego entraron en una serie de competiciones y fueron declarados primeros finalistas, con el fin para cantar en una campaña denominada "Cante" en el 2008, una campaña de lucha contra el cáncer.
En el 2009 el bajista de la banda se retiró y fue reemplazado por Jorge Jazz.
En el 2010 se presentaron en la red ABS-CBN en un programa musical denomonado "Uplate" que fue transmitido en vivo y más adelante lanzaron un álbum con 8 pistas titulada "Primer Movimiento", bajo la dirección de Soupstar Entertainment.
Su sencillo "Pwede Ako" de Gracenote, encabezó dentro de la lista del Pinoy MYX.

## Integrantes
- Eunice Jorge (violinista / tecladista / vocalista)
- Chen Pangan (guitarrista)
- Jazz Jorge (el bajista)
- EJ Pichay (batería)

### Discografía

#### EP
| Artista   | Álbum        | Pista                                                           | Año  | Reconocimiento         |
| --------- | ------------ | --------------------------------------------------------------- | ---- | ---------------------- |
| Gracenote | Gracenote EP | Minsan Lang Naman StopStop Crush Tama Na When I Dream About You | 2010 | Soupstar Entertainment |

#### Álbum de estudio
| Artista   | Álbum          | Pista                                                                                               | Año  | Reconocimiento                           |
| --------- | -------------- | --------------------------------------------------------------------------------------------------- | ---- | ---------------------------------------- |
| Gracenote | First Movement | Knock Knock Pwede Ako Amnesia Faraway Minsan Lang Naman Play It Again Stop Stop! Amnesia (Acoustic) | 2012 | Universal Records/Soupstar Entertainment |